# Beloderoides nigroapicalis
Beloderoides nigroapicalis är en skalbaggsart som beskrevs av Stefan von Breuning 1940. Beloderoides nigroapicalis ingår i släktet Beloderoides och familjen långhorningar. Inga underarter finns listade.